# Aristolochia guianensis
Aristolochia guianensis är en piprankeväxtart som beskrevs av O. Poncy. Aristolochia guianensis ingår i släktet piprankor, och familjen piprankeväxter. Inga underarter finns listade i Catalogue of Life.